# 宁雅秋
宁雅秋（1972年7月—），黑龙江宁安人，满族，无党派人士。中华人民共和国政治人物、第十三届全国人民代表大会河南省代表。

## 生平
2018年，宁雅秋被选为河南省出席第十三届全国人民代表大会代表。